# Santa Maria de Monistrol
Santa Maria de Monistrol és l'església parroquial de Monistrolet, del municipi de Rajadell (Bages), inclosa en l'Inventari del Patrimoni Arquitectònic de Catalunya.

## Descripció
L'actual església de Santa Maria de Monistrol o Monistrolet de Rajadell és una senzilla construcció rural del segle xix a la qual es va adossar una rectoria, en construir-lo es van enderrocar tots els elements anteriors de l'edifici romànic. És una església d'una sola nau, coberta a doble vessant i amb la porta al mur de ponent. El campanar es va construir a tramuntana.

## Història
L'església era situada dins l'antic terme del castell de Rajadell; pel topònim sembla que pogué ésser un antic monestir visigòtic, o almenys de tradició visigòtica. El lloc és documentat des del segle x i l'església de santa Maria des de l'any 1023 de la qual fou filial l'església de Sant Salvador de Vallformosa. L'any 1280 són documentats els masos de Monistrol i després d'un greu despoblament al segle xiv i xv al 1553 són recomptats tres masos dins la parròquia de santa Maria. El lloc era propietat de la família Aymeric i Cruïlles que en tenien la jurisdicció criminal.